# Winona LaDuke
Winona LaDuke, född 18 augusti 1959 i Los Angeles, är en amerikansk ekonom, aktivist, politiker och författare. I presidentvalen 1996 och 2000 ställde hon upp som kandidat till vicepresident för Gröna partiet på den lista som Ralph Nader toppade. I presidentvalet 2004 stödde hon dock Naders opponent, John Kerry från Demokratiska partiet. Och i presidentvalet 2008 stödde hon demokraten Barack Obama.